# 和久田麻由子
和久田麻由子（日语：／ Wakuda Mayuko */?；1988年11月25日—）是日本女性播報員，NHK所屬。

## 個人簡歷
和久田出生於日本神奈川縣，两岁时与家人搬到美國休斯敦，五岁回到日本，在川崎市和横滨市长大。她曾在东京大学就讀，并于2011年3月获得了经济学学士。2011年進入NHK，當時配屬於岡山放送局；2014年改為配屬於NHK本部（東京播報室），並獲拔擢為NHK綜合頻道晨間新聞節目《早安日本》的主要主持人之一。2019年2月與一般男性結婚；同年與內村光良一起擔任第70回NHK紅白歌合戰的綜合主持，首次成為紅白司儀。2020年改編期起，改任NHK綜合頻道晚間新聞節目《九點看新聞》的主要主持人之一。